# Amore
«AMORE» (в переводе с итал. — «Любовь») — песня российской певицы Мари Краймбрери, выпущенная 7 сентября 2018 года на лейбле Velvet Music.

## История
Это, наверное, самый важный для меня релиз. По крайней мере, на данном этапе. Это настолько личное, что даже как-то особенно говорить про эту песню мне не очень хочется. Я уже это сделала, написав её. Теперь она станет не только моей. Я уверена, что эта история найдет отклик у миллионов сердец.Мари Краймбрери
7 сентября 2018 года сингл «AMORE» был опубликован на всех цифровых площадках, чуть больше месяца спустя — 19 октября 2018 года был опубликован альбом ремиксов под названием AMORE, состоящий из семи различных версий песни «AMORE». После официального релиза основного сингла композиция через несколько часов попала во всевозможные российские и даже украинские чарты.
Название к синглу было придумано из строчек песни: «А море, море помнит всё наизусть», — что созвучно с итальянским словом «Amore» (в переводе с итал. — «Любовь»).
В качестве поддержки и продвижения сингла 3 ноября 2018 года в московском клубе Red 3 была отыграна концертная презентация «AMORE». Концерт в конце 2018 был номинирован на Love Radio Awards в номинации «Концерт года».
31 октября 2021 года на шоу «Дуэты», организованное компанией «ВайТ Медиа» на телеканале «Россия 1» композиция «AMORE» была исполнена Мари Краймбрери совместно с российским хип-хоп исполнителем DAVA.

## Музыкальный видеоклип
25 сентября 2018 года певица Мари Краймбрери представила музыкальный видеоклип. Съёмки клипа состоялись в российском городе Сочи и длились около 18 часов. Видеоролик был спродюсирован российским клипмейкером Serghey Grey. Центральная локация в ролике — морской берег. Каждый приходит к нему со своей болью, верит в мудрость могучей стихии и ждёт, что именно здесь придут те самые главные ответы. В ролике приняли участие люди разных возрастов: пожилые пары, молодые парни, девушки и дети, одним из которых был Антон — сын продюсера Краймбрери и сооснователя лейбла Velvet Music, — Алёна Михайловна. В видео сингл дополнен проигрышами и закадровыми репликами Мари.

По сюжету ролика, передо мной стоит выбор — уехать «в мир эгоистов и дур» или вернуться к морю. Я не знаю, что оно означает для каждого из вас, но для меня это аналогия спокойствия, гармонии и полного осознания себя как человека. Я часто чувствую необходимость внутреннего равновесия и неустанно бегу за этим ощущением. В 21 веке абсолютная редкость — оставаться спокойным, не обращая внимания на окружающие нас «раздражители».
 — Мари Краймбрери

## Список композиций
| №  | Название | Длительность |
| -- | -------- | ------------ |
| 1. | «AMORE»  | 3:14         |

| №                   | Название                               | Длительность |
| ------------------- | -------------------------------------- | ------------ |
| 1.                  | «AMORE (Radio Edit)»                   | 3:31         |
| 2.                  | «AMORE (Dance Version)»                | 3:26         |
| 3.                  | «AMORE (M.Hustler Remix)»              | 4:24         |
| 4.                  | «AMORE (Denis First & Reznikov Remix)» | 4:24         |
| 5.                  | «AMORE (Fakz Remix)»                   | 3:17         |
| 6.                  | «AMORE (Over Feeling Edit)»            | 3:24         |
| 7.                  | «AMORE (Demo Version)»                 | 2:04         |
| Общая длительность: | Общая длительность:                    | 24:30        |

## Чарты
| Чарт                           | Высшая позиция в чартах |
| Еженедельные чарты             | Еженедельные чарты      |
| ------------------------------ | ----------------------- |
| СНГ (Top Radio Hits) TopHit    | 17                      |
| РОФ (Top Radio & YouTube Hits) | 18                      |
| РОФ (Top YouTube Hits)         | 211                     |
| Ежемесячные чарты              |                         |
| СНГ TopHit                     | 20                      |
| РОФ (Top Radio & YouTube Hits) | 27                      |
| РОФ-МОС                        | 29                      |
| УКР (Top Radio & YouTube Hits) | 48                      |
| Киев                           | 92                      |
| Ежегодные чарты                |                         |
| СНГ TopHit                     | 56                      |
| РОФ (Top Radio & YouTube Hits) | 79                      |
| РОФ-МОС                        | 196                     |
| УКР (Top Radio & YouTube Hits) | 103                     |

## История релиза
| Регион | Дата            | Формат                                  | Лейбл        | Ссылка |
| ------ | --------------- | --------------------------------------- | ------------ | ------ |
| Мир    | 7 сентября 2018 | Радиоротация цифровые загрузки стриминг | Velvet Music | [ 8 ]  |